# AMC-1
AMC-1 (vormals GE-1) war ein kommerzieller Kommunikationssatellit des niederländischen Satellitenbetreibers SES World Skies.

## Geschichte
Der Satellit wurde ursprünglich als GE-1 für den US-amerikanischen Satellitenbetreiber GE Americom gebaut. Der Start erfolgte am 8. September 1996 auf einer Atlas-II-Trägerrakete von der Cape Canaveral Air Force Station in einen supersynchronen Geotransferorbit (191 km × 56.495 km, 25.0°). GE-1 wurde im November 1996 auf seiner geostationären Position bei 131° West in Betrieb genommen. Von dort konnte er in ganz Nordamerika empfangen werden.
Im Jahr 2001 wurde GE Americom an SES verkauft und hieß von dort an SES Americom. Der Satellit wurde in AMC-1 umbenannt. Ab 2009 wurde der Satellit dann von SES World Skies betrieben.
Nach 15 Jahren Betrieb wurde AMC-1 im September 2011 von seinem Nachfolger SES-3 abgelöst und abgeschaltet. Er wurde nicht in einen Friedhofsorbit gebracht, sondern ist immer noch auf seiner ursprünglichen Position stationiert.

## Technische Daten
Lockheed Martin baute GE-1 auf Basis ihres Satellitenbusses der A2100-Serie. Der Satellit war mit jeweils 24 C- und Ku-Band-Transpondern ausgerüstet. Er war dreiachsenstabilisiert und wog beim Start ca. 2,8 Tonnen. Außerdem wurde er durch zwei große Solarmodule und Batterien mit Strom versorgt und besaß eine geplante Lebensdauer von 15 Jahren, welche er auch erreichte.